# Рамон Моралес Ігера
Рамон Моралес Ігера (ісп. Ramón Morales Higuera, нар. 10 жовтня 1975, Мічоакан, Мексика) — мексиканський футболіст, що грав на позиції півзахисника. Виступав за національну збірну Мексики.
Чемпіон Мексики.

## Клубна кар'єра
У дорослому футболі дебютував 1995 року виступами за команду клубу «Монтеррей», в якій провів чотири сезони, взявши участь у 84 матчах чемпіонату.
Своєю грою за цю команду привернув увагу представників тренерського штабу клубу «Гвадалахара», до складу якого приєднався 1999 року. Відіграв за команду з Гвадалахари наступні одинадцять сезонів своєї ігрової кар'єри. Більшість часу, проведеного у складі «Гвадалахари», був основним гравцем команди. За цей час виборов титул чемпіона Мексики.
Завершив професійну ігрову кар'єру у клубі «Естудіантес Текос», за команду якого виступав протягом 2010—2011 років.

## Виступи за збірну
2001 року дебютував в офіційних матчах у складі національної збірної Мексики. Протягом кар'єри у національній команді, яка тривала 7 років, провів у формі головної команди країни 55 матчів, забивши 6 голів.
У складі збірної був учасником розіграшу Кубка Америки 2001 року у Колумбії, де разом з командою здобув «срібло», чемпіонату світу 2002 року в Японії і Південній Кореї, розіграшу Кубка Америки 2004 року у Перу, розіграшу Кубка конфедерацій 2005 року у Німеччині, чемпіонату світу 2006 року у Німеччині, розіграшу Кубка Америки 2007 року у Венесуелі, на якому команда здобула бронзові нагороди, розіграшу Золотого кубка КОНКАКАФ 2007 року у США, де разом з командою здобув «срібло».

## Досягнення
- Чемпіон Мексики:

«Гвадалахара»: 2006
- Срібний призер Золотого кубка КОНКАКАФ: 2007
- Срібний призер Кубка Америки: 2001
- Бронзовий призер Кубка Америки: 2007